# Liste der Ramsar-Gebiete in Liberia
Ramsar-Gebiete in Liberia sind nach der 1971 geschlossenen Ramsar-Konvention geschützte Feuchtgebiete in Liberia. Diese sind von internationaler Bedeutung, nach der Absicht des internationalen völkerrechtlichen Vertrags insbesondere als Lebensraum für Wasser- und Watvögel.
Liberia weist zurzeit bereits fünf Ramsar-Gebiete (Stand 2006) mit einer Gesamtfläche von etwa 95.879 Hektar (ha) aus.

## Liste der Ramsar-Gebiete
| Name des Gebiets  | Region                   | Position | Größe in ha | Höhe in m ü.NHN | Ausweisungs- Datum |
| ----------------- | ------------------------ | -------- | ----------- | --------------- | ------------------ |
| Lake Piso         | Grand Cape Mount         | Lage     | 76091       | Meereshöhe      | 2. Juli 2003       |
| Marshall Wetlands | Margibi County           | Lage     | 12168       | 9–15            | 24. August 2006    |
| Mesurado Wetland  | Montserrado und Monrovia | Lage     | 6760        | 7–10            | 24. August 2006    |
| Kaptawee Wetlands | Bong County              | Lage     | 835         | 500–750         | 24. August 2006    |
| Gbedi Wetlands    | Nimba County             | Lage     | 25          | 1000–1385       | 24. August 2006    |

Nach einem Aktionsplan werden weitere Küstenregionen als schützenswürdig betrachtet.